# Équipe de France de football en 1995
Maillots
Cet article traite de l'année 1995 de l'équipe de France de football.
- Éric Cantona est suspendu le 2 mars par la FIFA (jusqu'au 30 septembre) pour avoir agressé un spectateur qui l'insultait lors de la rencontre Crystal Palace-Manchester United
- Lors du France-Pologne, Lama s'incline à la 35e minute de jeu, portant ainsi à 799 minutes le record d'invincibilité d'un gardien en sélection.
- L'équipe de France se qualifie pour l'Euro 1996 organisé en Angleterre. En difficulté dans leur groupe de qualification à la suite de nombreux matchs nuls, les Bleus parviennent à inverser la tendance en remportant une spectaculaire victoire contre la Roumanie, considérée comme la meilleure formation du groupe, avant d'obtenir définitivement leur billet pour l'Angleterre à la suite de la victoire contre Israël un mois plus tard.
- Au cours de ces éliminatoires, la France enregistre une victoire contre l'Azerbaïdjan (10-0). Ce score constitue un double record : du plus grand nombre de buts marqués et du plus grand écart. Ce double record a perduré pendant 28 ans, jusqu'à la victoire 14-0 contre Gibraltar le 18 novembre 2023.

## Matches
| Date             | Stade                                     | Adversaire  | Score | Comp | Buteurs français |
| 18 janvier 1995  | Nieuw Galgenwaard Utrecht, Pays-Bas       | Pays-Bas    | V 0-1 | A    | Loko (45e) |
| 29 mars 1995     | Stade Ramat Gan Tel-Aviv, Israël          | Israël      | N 0-0 | QCE  | - |
| 26 avril 1995    | Stade de la Beaujoire Nantes, France      | Slovaquie   | V 4-0 | QCE  | Kristofik (csc 27e), Ginola (42e), Blanc (57e), Guérin (63e)                                                                       |
| 22 juillet 1995  | Ullevaal Oslo, Norvège                    | Norvège     | N 0-0 | A    | - |
| 16 août 1995     | Parc des Princes Paris, France            | Pologne     | N 1-1 | QCE  | Djorkaeff (86e) |
| 6 septembre 1995 | Stade de l'Abbé-Deschamps Auxerre, France | Azerbaïdjan | V10-0 | QCE  | Desailly (13e), Djorkaeff (18e et 78e), Guérin (35e), Pedros (49e), Lebœuf (53e et 74e), Dugarry (66e), Zidane (72e), Cocard (90e) |
| 11 octobre 1995  | Stade Ghencea Bucarest, Roumanie          | Roumanie    | V 1-3 | QCE  | Karembeu (29e), Djorkaeff (41e), Zidane (73e)                                                                                      |
| 15 novembre 1995 | Stade Michel-d'Ornano Caen, France        | Israël      | V 2-0 | QCE  | Djorkaeff (69e), Lizarazu (89e) |

A : match amical. QCE : match qualificatif pour l'Euro 1996

## Joueurs
| Joueurs                                       |     |     |     |     |     |     |     |     |
| Gardiens de but                               |     |     |     |     |     |     |     |     |
| Bernard Lama                                  | 90  | 90  | 90  | 90  | 90  | 90  |     | 90  |
| Fabien Barthez                                |     |     |     |     |     |     | 90  |     |
| Défenseurs                                    |     |     |     |     |     |     |     |     |
| Laurent Blanc                                 | 90  | 90  | 90  | 90  |     |     |     |     |
| Marcel Desailly                               | 90  | 90  | 90  |     | 90  | 90  | 90  | 90  |
| Jocelyn Angloma                               | r29 | 90  | 90  |     | 66  | 57  | 90  | 90  |
| Éric Di Meco                                  | 90  | 90  | 90  |     |     |     | 90  | 63  |
| Lilian Thuram                                 | r3  |     |     | 90  | 90  | r33 | r6  |     |
| Alain Roche                                   |     | 90  | 90  | 90  |     |     |     |     |
| Bixente Lizarazu                              |     |     |     | 90  | 90  | 90  | r17 | r27 |
| Frank Lebœuf                                  |     |     |     | r22 | 69  | 90  | 90  | 90  |
| Milieux                                       |     |     |     |     |     |     |     |     |
| Reynald Pedros                                | 90  | 90  |     | 90  | r26 | 65  |     |     |
| Paul Le Guen                                  | 61  | 90  |     | 68  |     |     |     |     |
| Christian Karembeu                            | 87  |     |     |     | r24 |     | 90  | 90  |
| Jean-Michel Ferri                             | 90  |     |     |     |     |     |     |     |
| Youri Djorkaeff                               |     | r12 | r17 | r45 | r21 | 90  | 73  | 90  |
| Corentin Martins                              |     | 78  |     | r17 |     |     |     |     |
| Vincent Guérin                                |     |     | 90  | 90  | 90  | 90  | 90  | 90  |
| Zinédine Zidane                               |     |     | 73  | 45  | 90  | 90  | 84  | 90  |
| Didier Deschamps                              |     |     | 90  |     | 90  | 90  | 90  | 90  |
| Claude Makélélé (1re sélection)               |     |     |     | 90  |     |     |     |     |
| Marc Keller                                   |     |     |     |     |     |     |     | r58 |
| Attaquants                                    |     |     |     |     |     |     |     |     |
| Patrice Loko                                  | 90  | 90  | 90  |     |     |     |     | r27 |
| Nicolas Ouédec                                | r23 | 66  |     |     |     |     |     |     |
| Éric Cantona (45e et dernière sélection)      | 90  |     |     |     |     |     |     |     |
| Jean-Pierre Papin (54e et dernière sélection) | 67  |     |     |     |     |     |     |     |
| David Ginola (dernières sélections)           |     | r24 | 90  |     | 64  | r25 |     |     |
| Christophe Cocard                             |     |     |     | 73  |     | r22 |     |     |
| Christophe Dugarry                            |     |     |     |     | 90  | 68  | 62  |     |
| Mickaël Madar                                 |     |     |     |     |     |     | r28 | 63  |